# Adam Wojtkiewicz
Adam Wojtkiewicz (1796–1870) – biskup miński w latach 1852–1869.
Urodził się 6 lutego 1796 roku. Kształcił się w Traszkunach i Wilnie. W roku 1819 został wyświęcony na kapłana. Był wikariuszem w Wilnie i Szenbergu (Kurlandia), proboszczem w Pozwolu. W 1845 roku został kanonikiem mohylewskim, w 1849 – rektorem seminarium duchownego w Mińsku. Dnia 18 marca 1852 roku został prekonizowany biskupem mińskim. 23 stycznia 1853 roku przyjął w Petersburgu sakrę biskupią.
Podczas represji po powstaniu styczniowym 27 lipca 1869 roku diecezja mińska została zniesiona i włączona do diecezji wileńskiej. Wojtkiewicz został powołany do Wilna przez generał-gubernatora Aleksandra Potapowa. Jego prośby o wyjazd do Mińska w celu uporządkowania spraw zniesionej diecezji mińskiej spotkały się z odmową władz rosyjskich. Po skasowaniu diecezji mińskiej w 1869 roku przez rok rezydował w Wilnie i pełnił funkcje biskupie. Zmarł 4 stycznia 1870 roku.